# Chrysosplenium pilosum
Chrysosplenium pilosum là một loài thực vật có hoa trong họ Saxifragaceae. Loài này được Maxim. miêu tả khoa học đầu tiên năm 1859.